# Сантана, Йохан
Йохан Александр Сантана (англ. Johan Alexander Santana Araque, род. 13 марта 1979 года) — венесуэльский профессиональный бейсболист, выступавший в Главной лиге бейсбола на позиции стартового питчера. Сантана выступал за «Миннесоту Твинс» с 2000 по 2007 год, а также за «Нью-Йорк Метс» с 2008 по 2012 год. В июне 2014 года Сантана порвал Ахиллово сухожилие и был переведён в список травмированных «Ориолс». За свою карьеру Сантана дважды получал приз Сая Янга, четыре раза участвовал в матчах всех звёзд МЛБ, а в 2006 году завоевал тройную корону для питчеров. 1 июня 2012 года Сантана отыграл первый ноу-хитер в истории «Нью-Йорк Метс».

## Профессиональная карьера

### Торонто Блю Джейс
26 апреля 2015 года Сантана подписал контракт с «Торонто Блю Джейс» на участие в играх фарм-клубов команды. Кроме того, контракт предусматривал бонус в размере 2,5 млн долларов если он сможет пробиться в основной состав «Блю Джейс», а также бонусы за каждую проведённую игру в МЛБ и за игры в стартовом составе. Сезон, из-за травмы плеча, Сантана начал в списке травмированных команды уровня ААА «Баффало Байзонс». 23 апреля появилось сообщение, что Сантана останется в системе «Торонто Блю Джейс» несмотря на возможность покинуть команду после 28 апреля. 27 июня Сантана объявил, что пропустит сезон 2015 год из-за инфекции пальца ноги, и что он планирует вернуться в 2016 году.

## Стиль игры
В бросковый арсенал Сантаны входят фастбол, который он бросает со скоростью 88-94 миль в час, сёркл чэнджап, считающийся его лучшей подачей, и слайдер. Однако из-за операции на левом плече скорость его фастбола упала до 77-81 миль в час.